# Beaucarnea gracilis

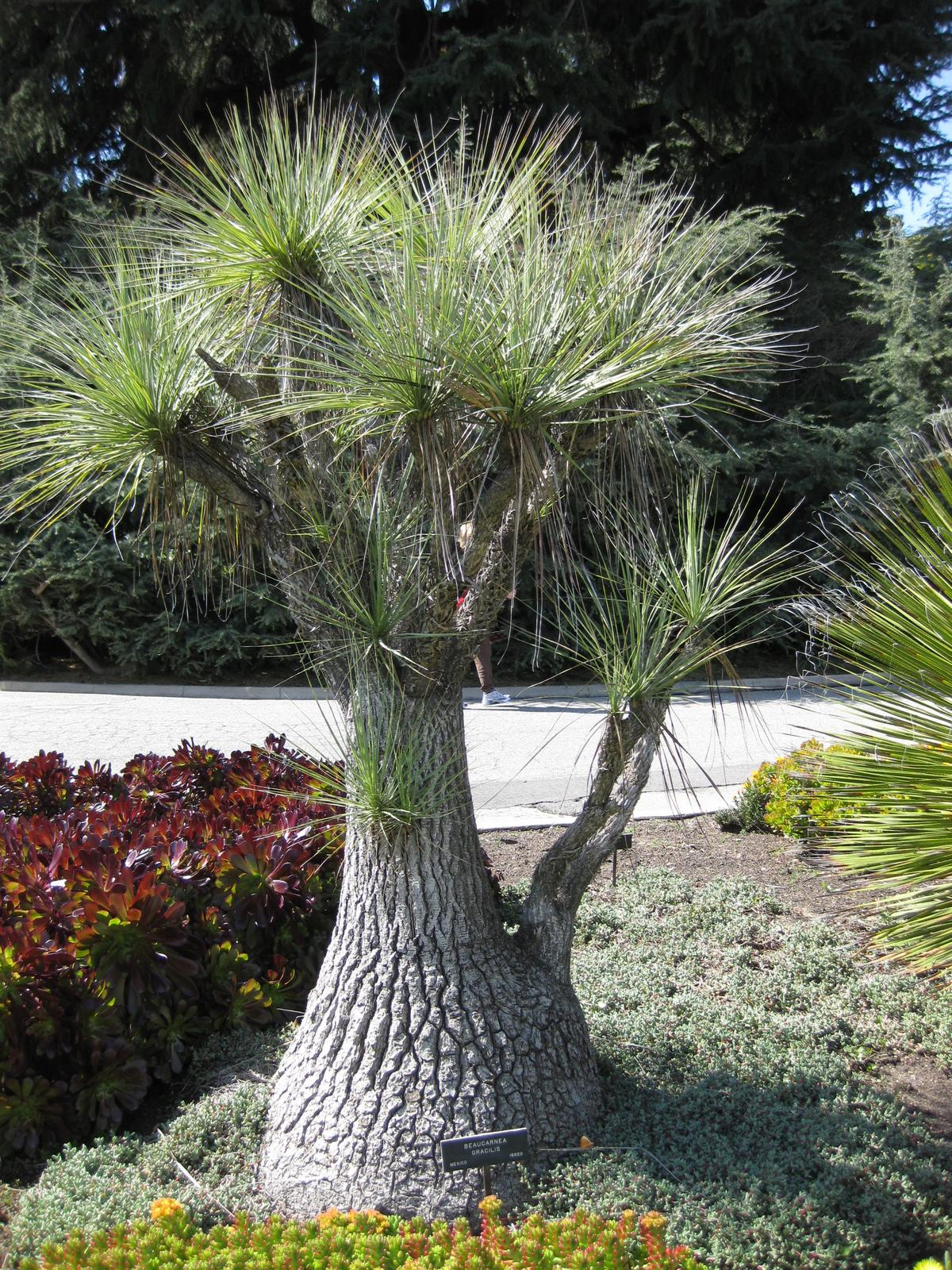
Jüngeres Exemplar, angepflanzt

Beaucarnea gracilis ist eine Pflanzenart der Gattung Beaucarnea in der Familie der Spargelgewächse (Asparagaceae). Ein englischer Trivialname ist „Ponytail Palm, Sotolin, Tehuacan Valley Beaucarnea“.

## Beschreibung
Beaucarnea gracilis wächst baumförmig bis 14 m Höhe mit unregelmäßigen Verzweigungen. Sie bildet einen stark verdickten Caudex. Die steifen, warzigen, linealischen, bläulichen, an den Blatträndern fein gezähnten Blätter sind 30 bis 60 cm lang und 4 bis 7 mm breit.
Der rispige Blütenstand wird 100 bis 150 cm hoch mit 30 bis 40 cm breiten, unregelmäßig angeordneten Verzweigungen. Die Blüten sind cremefarben bis weiß.
Die kugel- bis eiförmigen Kapselfrüchte enthalten einen Samen und sind 7 bis 9 mm lang und bis 10 mm breit. Die dreikantigen Samen sind bis 3 mm im Durchmesser.

## Systematik und Verbreitung
Beaucarnea gracilis wächst endemisch in Mexiko im Bundesstaat Oaxaca in Xerophyten Region. Sie ist vergesellschaftet mit Yucca periculosa, Agave marmorata, Agave triangularis sowie verschiedenen Coryphantha- und Mammillaria-Arten.
Die Erstbeschreibung erfolgte 1861 durch Charles Lemaire. Einige der zahlreichen Synonyme sind Beaucarnea oedipus Rose (1906) und Pincenectitia gracilis Lem. (1861).
Beaucarnea gracilis ist ein Mitglied der Sektion Papillatea. Die Art ist endemisch im semiariden Tehucan Valley im Bundesstaat Oaxaca. Charakteristisch sind die schlanken, unregelmäßig verzweigten Bäume mit dem basal verdickten Caudex. Typisch sind die steifen, bläulichen Blätter mit den fein gezahnten Blatträndern. Im Botanischen Garten in Hanbury, in La Mortola, Italien können imposante Exemplare besichtigt werden. Die Blütezeit in Kultur ist im Sommer.

## Nachweise